# Наукова бібліотека Уманського державного педагогічного університету імені Павла Тичини
Наукова бібліотека Уманського державного педагогічного університету імені Павла Тичини — структурний підрозділ Уманського державного педагогічного університету імені Павла Тичини, який забезпечує літературою та інформацією його навчальний процес і наукову роботу, надає допомогу в підготовці висококваліфікованих спеціалістів.
Створена у 1930 році[джерело?] як бібліотека Інституту соціального виховання.

## Підрозділи
- Відділ обслуговування читачів
- Відділ комплектування та наукової обробки документів
- Інформаційно-бібліографічний відділ
- Відділ інформаційних технологій та комп'ютерного забезпечення
- Читальний зал №1
- Читальний зал №2
- Читальний зал №3.

## Фонди
Загальна кількість бібліотечних ресурсів бібліотеки нараховує 416 062 примірники, які розрізняються:
- За видами:
  - книги та брошури — 306 432 примірники;
  - періодичні видання: журнали — 104 635 примірників;
  - газети — 3 506 річних комплектів.
  - електронні видання: 645 примірників.
  - неопубліковані документи: 844 примірники.
- За мовами:
  - українською — 296 473 примірники;
  - російською — 105 899 примірників;
  - іншими мовами — 13 690  примірників.
- За цільовим призначенням:
  - наукові видання — 83 902 примірники;
  - навчальні видання — 291 049 примірників;
  - літературно-художні видання — 41 111 примірників;
  - рідкісні та цінні документи — 1 711 примірників.

У фондах бібліотеки зберігаються приватні колекції таких визначних осіб:
- мовознавця Бевзенка Степана Пилиповича (2 252 примірники книг, брошур та авторефератів);
- фольклориста Власенка Івана Марковича (863 примірники книг та брошур);
- мовознавця Карпової Валентини Леонідівни (1 567 примірників книг та брошур);
- літературознавця Маєвської Тетяни Петрівни (219 примірників книг та брошур);
- бібліотеки Інституту мовознавства імені О. О. Потебні НАН України (154 примірники книг).